# Дін Сміт (легкоатлет)
Фініс Дін Сміт (англ. Finis Dean Smith; 15 січня 1932 — 24 червня 2023) — американський легкоатлет, який спеціалізувався в бігу на короткі дистанції, та каскадер.

## Із життєпису
Олімпійський чемпіон в естафеті 4×100 метрів (1952).
4-е місце на Олімпіаді-1952 у бігу на 100 метрів.
Чемпіон США з бігу на 100 метрів (1952).
По закінченні спортивної кар'єри зробив собі ім'я виконанням трюків у кінострічках, особливо — вестернах. Брав участь у 10 стрічках американської зірки вестернів Джона Вейна.
Член низки каскадерських та ковбойських зал слави.
Жив на власному ранчо в Техасі.
Помер 24 червня 2023 року.

## Основні міжнародні виступи
| Рік  | Змагання         | Місто     | Місце | Дисципліна | Примітки         |
| ---- | ---------------- | --------- | ----- | ---------- | ---------------- |
| 1952 | Олімпійські ігри | Гельсінкі | 4     | 100 м      | Відео на YouTube |
| 1952 | 1                | 4×100 м   |       |            |                  |